# Jamie Arnold
Jamie Arnold (Detroit, Míchigan; 10 de marzo de 1975) es un exjugador de baloncesto estadounidense con pasaporte israelí, que jugó de forma profesional durante 14 temporadas.

## Características
Arnold es un pívot con pasaporte israelí con una buena aportación en ataque y un físico imponente para imponerse en defensa y en la lucha por el rebote, es uno de los pívots más cotizados, aunque polémicos, pasó por la liga francesa, española, italiana e israelí.

## Clubes
- 1997/98 - Wichita State University  Estados Unidos.
- 1998/99 - Echo Houthalen   Bélgica.
- 1998/00 - Hapoel Galil Elyon  Israel.
- 2000/01 - ALM Évreux  Francia.
- 2001/02 - Keravnos Nicosia .
- 2002/03 - KK Krka Novo mesto .
- 2003/05 - Joventut Badalona  España.
- 2005/07 - Maccabi Tel Aviv  Israel.
- 2007/08 - Hapoel Jerusalem  Israel.
- 2008/09 - Virtus Bologna  Italia.
- 2009/10 - Peristeri BC  Grecia.
- 2010 - Olimpia Milano  Italia.
- 2010/11 - Hapoel Holon  Israel.